# 熊守谦
熊守謙（？—？），江西新建人，进士出身，清朝政治人物。
道光六年（1826年）丙戌科进士，道光八年（1828年）靈寶縣知縣，道光十四（1834年）年署宣威州知州，道光十五（1835年）年署任云南省云南府易门县知县，道光十八（1838年）調寶寧縣知縣，道光二十年（1840年）加同知銜、調補昆明縣知縣，道光二十一年（1841年）升開化府安平同知。